# Müstair
Müstair – 1943-ig hivatalosan Münster – a svájci Münster-völgyben (németül: Münstertal) fekvő település (commune, Gemeinde), Graubünden kanton Inn kerületében. Müstair Svájc legkeletibb települése, az olasz államhatár közelében fekszik. Világhírű benedek-rendi apácakolostorát (Benediktinerinnen-Kloster St. Johann) 1983-ben felvették az UNESCO világörökség-listájára.

## Jelképei
Kék mezőben ezüst színű müstairi kolostortemplom. A községi pecsét főmotívuma a templomépítésre utal vissza.

## Népessége
A település lakossága a jauer nyelvet beszéli. Ez egy romans nyelvjárás. Annak ellenére, hogy a rétoromán nyelv visszaesett, arányaiban még ma is ez dominál. 1990=88%, 2000=86% rétoromán nemzetiségű. Anyanyelvként 1880=87%, 1910=88%, 1941=89%, a rétoromán. Mindemellett 1970 óta növekszik a német nyelvű kisebbség, a rétoromán stagnálása miatt. 2000-ben az anyanyelv mellett 0,67% beszélt portugálul is.

## Története
A müstairi kolostor archeológiai kutatásai során egy bronzkori cölöpházat, valamint római kori településnyomokat találtak. Müstair a 12. században a völgy megerősített települése volt. 1239-ben jeleznek először piacot (vásárt?) Müstairban, ahol bizonyos „szürke terítők” (?) előállítását és exportját is említik. 
Müstair – mint az Ofen-hágó melletti település, ős- és ókori jelentőségére utal a kolostor-rehabilitáció során fellelt településmaradvány. Maga a település az ide telepített benedek-rendi kolostort kiszolgáló faluként jött létre, a 7-8. század folyamán. A „Müstair” (Münster) szó kolostort jelent, s a latin „monasterium” szóból származik. A kolostor 8. századi alapításának idején ezen a területen a rétoromán volt a legelterjedtebb nyelv, s ebben a régióban még napjainkban is a negyedik beszélt nyelvnek számít. A múltról a völgybeli régi helységnevek tanúskodnak: Valchava, Fuldera és természetesen: Müstair. Mindegyik az Alpok déli oldalánál fekszik. Svájc más területeitől az Ofen- (Fuorn-)hágó 2149 m magas gerince választja el, ami télen igen nehezen járható.
Müstair a 12. században a völgy megerősített települése volt. 1239-ben jeleznek először piacot (vásárt?) Müstairben, ahol szürke terítők (?) előállítását és exportját is említik. A már korábban megtelepült lakosság 1367-ben „Gotteshausbund” szervezetbe tömörült, ezt a szervezetet 1499-ben az osztrák katonák megszüntették. A terület – 1728-tól 1762-ig (a chur-i érsek által történt) megvásárlásáig a Habsburgok birtokához, illetve a Német-római Birodalom Osztrák Főhercegségéhez tartozott. További élete és fejlődése Svájc önállóvá válása és a Münster-völgy általános fejlődése keretében alakult.

## Vallások és szokások

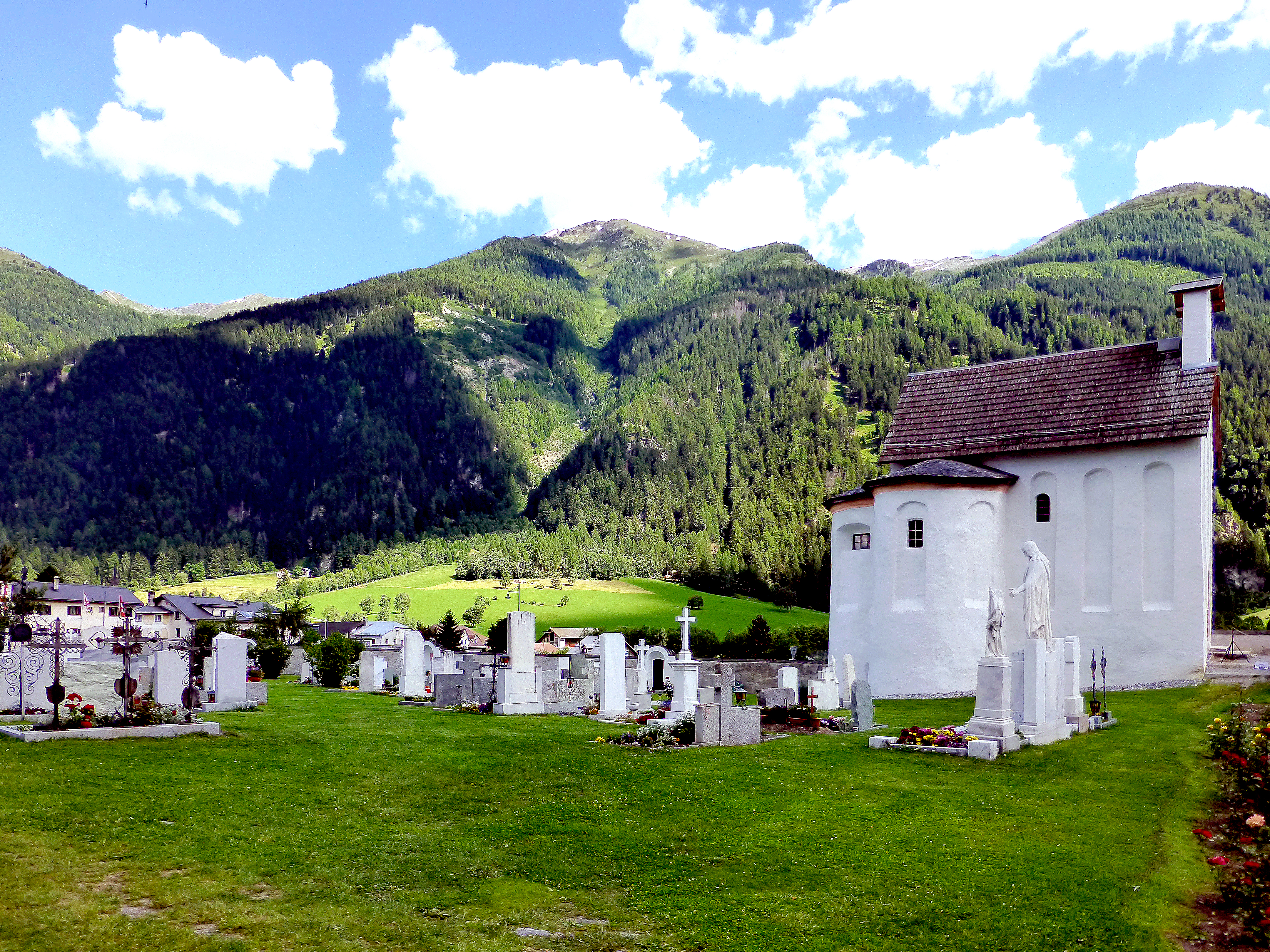
Müstair: Temető és kápolna

A szomszédos völgybeli településekkel ellentétben a lakosság megmaradt katolikusnak. A településre 8. évszázadban települt a benedekrendi kolostor. A falu lakossága 1696 óta a kapucinusokat szolgálta.
A 805 lakosból 759 (94%) svájci állampolgár
| Nyelv     | 1980 (fő) | 1980 (%) | 1990 (fő) | 1990 (%) | 2000 (fő) | 2000 (%) |
| --------- | --------- | -------- | --------- | -------- | --------- | -------- |
| német     | 123       | 17,40    | 160       | 21,28    | 184       | 24,70    |
| rätoromán | 574       | 81,19    | 578       | 76,86    | 543       | 72,89    |
| olasz     | 8         | 1,13     | 10        | 1,33     | 4         | 0,54     |
| Lakosszám | 707       | 100,0    | 752       | 100,0    | 745       | 100,0    |